# Línea 640A (Interurbanos Madrid)
La línea 640A de la red de autobuses interurbanos de Madrid une la estación de Robledo de Chavela con Robledo de Chavela.

## Características
Esta línea, puramente urbana al no salir del término municipal de Robledo de Chavela, une la estación de tren con las principales urbanizaciones del municipio.
Generalmente los horarios de salida de los buses de la estación de Robledo están enlazados con la llegada de los trenes a la estación, facilitando de esta forma el enlace de los viajeros que bajan de dichos trenes con el pueblo.
Siguiendo la numeración de líneas del CRTM, las líneas que circulan por el corredor 6 son aquellas que dan servicio a los municipios situados en torno a la A-6 y comienzan con un 6.
La línea mantiene los mismos horarios todo el año (exceptuando las vísperas de festivo y festivos de Navidad).
Está operada por la empresa ALSA mediante la concesión administrativa VCM-607 - Madrid – San Lorenzo de El Escorial (Viajeros Comunidad de Madrid) del Consorcio Regional de Transportes de Madrid.

## Horarios
| Lunes a viernes laborables                                                                        |
| A 6:45 - 7:40 - 9:00 - 11:15** - 13:25 - 14:05*                                                   |
| 16:05 - 16:30** - 18:20 - 19:30*** - 20:45 - 21:30 - 23:10                                        |
| Sábados laborables, domingos y festivos                                                           |
| A 9:00 - 11:35** - 13:25 - 14:00* - 16:05** - 19:30** - 22:00                                     |
| *Por urbanización Canopus **Por urbanización Río Cofio y La Suiza ***Por todas las urbanizaciones |

| Lunes a viernes laborables                              |
| A 6:25 - 6:55 - 8:05* - 11:00 - 13:00 - 13:35           |
| 15:20 - 16:20 - 18:05* - 19:20 - 20:35 - 21:15 - 22:45  |
| Sábados laborables                                      |
| A 8:10 - 11:15* - 12:30 - 13:35 - 15:40 - 19:20 - 20:35 |
| Domingos y festivos                                     |
| A 8:15 - 11:15* - 12:30 - 13:35 - 15:40 - 19:20 - 20:35 |
| *Por urbanización Canopus                               |

## Recorrido y paradas

### Sentido Robledo de Chavela
| Código | Parada                                 | Común con | Conexión con Cercanías |
| --- | -------------------------------------- | --------- | ---------------------- |
| 12749 | Fco. Quevedo - Est. Robledo de Chavela |           | Robledo de Chavela     |
| Las expediciones que pasan por las urbanizaciones La Suiza y Río Cofio realizan las siguientes paradas:    |                                        |           |                        |
| 18562 | Miguel de Cervantes - Luis Góngora     |           |                        |
| 18563 | Navas - Arroyo                         |           |                        |
| 18564 | Navas - Pinos                          |           |                        |
| 18565 | Amistad - Av. Central                  |           |                        |
| 18566 | Av. Central - Fuente Águila            |           |                        |
| 18567 | Av. Central - Almenara                 |           |                        |
| Las expediciones que NO pasan por las urbanizaciones La Suiza y Río Cofio realizan las siguientes paradas: |                                        |           |                        |
| 11540 | Ctra. M512 - Félix Bonet               | 640       |                        |
| 11942 | Ctra. M512 - Urb. La Saleta            | 640       |                        |
| Paradas del itinerario común                                                                               |                                        |           |                        |
| 13111 | Ctra. M512 - Urb. La Suiza Española    | 640       |                        |
| 12598 | Ctra. M512 - Almojón                   | 640       |                        |
| 11944 | Ctra. M512 - Urb. Cerrillo del Carmen  | 640       |                        |
| 11468 | Ctra. M512 - G. Adolfo Bécquer         | 640 645   |                        |
| 10140 | Av. Juan Carlos I - Olivar             | 640 645   |                        |
| Las expediciones que pasan por la urbanización Canopus realizan la siguiente parada:                       |                                        |           |                        |
| 21110 | Av. Virgen de Navahonda - Canopus      |           |                        |
| Terminal de línea                                                                                          |                                        |           |                        |
| 11469 | Ctra. Valdemaqueda - Av. Constitución  | 640 645   |                        |

### Sentido Robledo de Chavela FF.CC.
| Código                                                                               | Parada                                 | Común con | Conexión con Cercanías |
| ------------------------------------------------------------------------------------ | -------------------------------------- | --------- | ---------------------- |
| 11476                                                                                | Ctra. Valdemaqueda - Av. Constitución  | 640 645   |                        |
| Las expediciones que pasan por la urbanización Canopus realizan la siguiente parada: |                                        |           |                        |
| 21110                                                                                | Av. Virgen de Navahonda - Canopus      |           |                        |
| Paradas del itinerario común                                                         |                                        |           |                        |
| 10143                                                                                | P.º Los Álamos - Concepción            | 640 645   |                        |
| 11477                                                                                | Ctra. M512 - G. Adolfo Bécquer         | 640 645   |                        |
| 11945                                                                                | Ctra. M512 - Urb. Cerrillo del Carmen  | 640       |                        |
| 12597                                                                                | Ctra. M512 - Almojón                   | 640       |                        |
| 11943                                                                                | Ctra. M512 - Urb. La Saleta            | 640       |                        |
| 11541                                                                                | Ctra. M512 - Félix Bonet               | 640       |                        |
| 12749                                                                                | Fco. Quevedo - Est. Robledo de Chavela |           | Robledo de Chavela     |